# Weyer
Pour les articles homonymes, voir Weyer (homonymie).
Weyer (Weier en alsacien) est une commune française située dans la circonscription administrative du Bas-Rhin et, depuis le 1er janvier 2021, dans le territoire de la Collectivité européenne d'Alsace, en région Grand Est.
Depuis 1793, cette commune se trouve dans la région historique et culturelle d'Alsace, et plus précisément de l’Alsace dit bossue.
Weyer abrite la dernière église à tour ronde d’Alsace, mentionnée dès le XIVe siècle.

## Homonynes
Weyer possède plusieurs communes homonymes. Il y a plusieurs Weyer allemandes, une Weyer autrichienne, une Weyer luxembourgeoise.

## Géographie
La commune est située dans la région naturelle de l'Alsace bossue, à la limite avec la Lorraine et le département de la Moselle, sur son flanc sud. Elle est baignée par l'Isch et par son affluent le Bruchgraben, qui alimente l'étang. La route  départementale 40 qui traverse le village mène à Rauwiller au sud, à Drulingen au nord-est et à la route D 1061 de Phalsbourg à Sarrebruck. L'autoroute A4 est accessible par les sorties 43 à 9 km et 44 à 16 km.

L'ancienne gare de la commune, sur la ligne de Réding à Drulingen, n'est plus en activité.
| Eywiller   | Gungwiller et Bettwiller | Drulingen               |
| Eschwiller | Weyer                    | Siewiller               |
| Hirschland | Schalbach (Moselle)      | Veckersviller (Moselle) |

### Hydrographie
La commune est dans le bassin versant du Rhin au sein du bassin Rhin-Meuse. Elle est drainée par l'Isch, le ruisseau Altmuehlbach, le ruisseau Bruehlgraben et le ruisseau Muehlgraben,.
L'Isch, d'une longueur totale de 27 km, prend sa source dans la commune de Lohr et se jette  dans la Sarre à Wolfskirchen, après avoir traversé onze communes. 

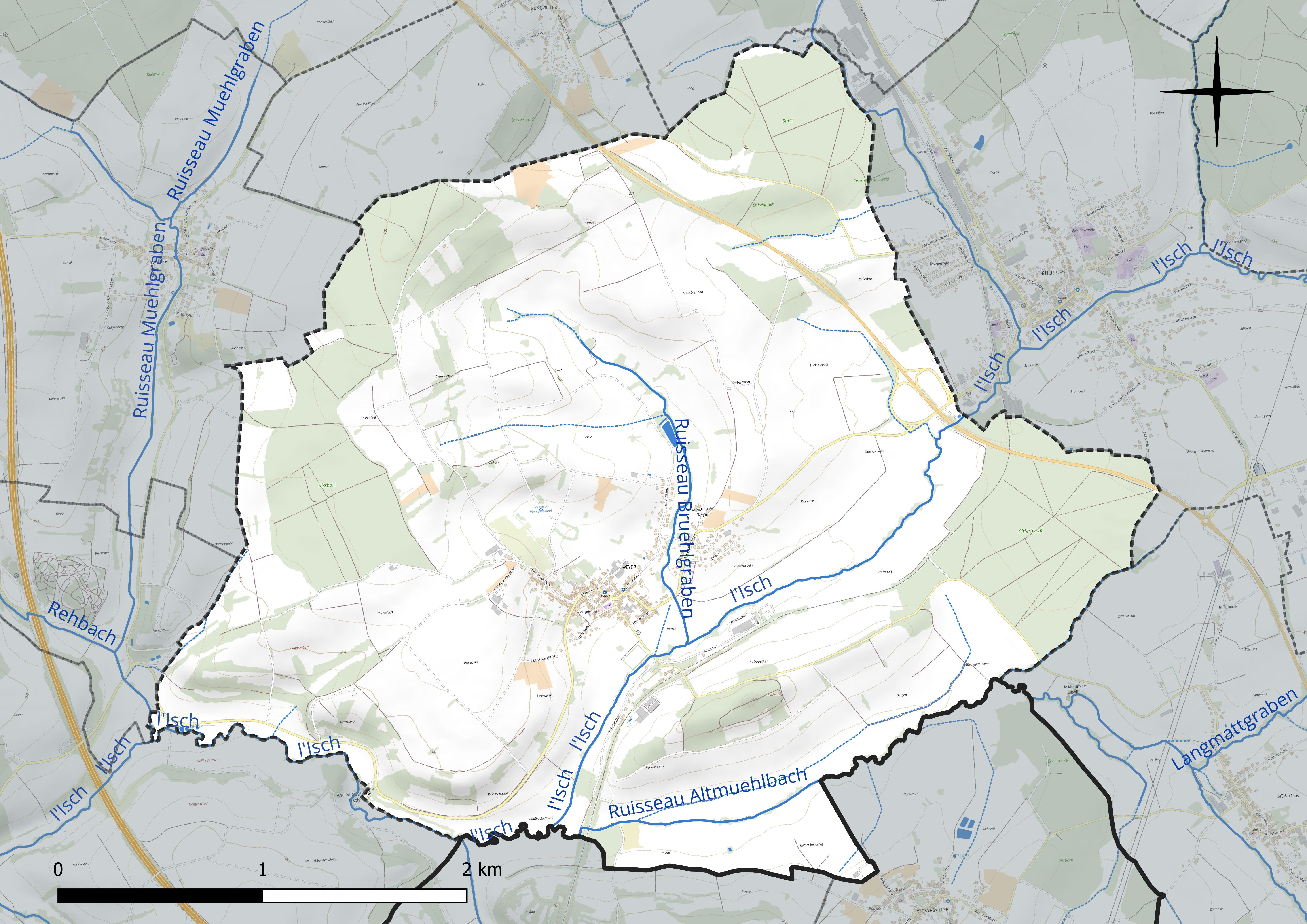
Réseau hydrographique de Weyer.

### Climat
Pour des articles plus généraux, voir Climat du Grand Est et Climat du Bas-Rhin.
En 2010, le climat de la commune est de type climat des marges montargnardes, selon une étude du Centre national de la recherche scientifique s'appuyant sur une série de données couvrant la période 1971-2000. En 2020, Météo-France publie une typologie des climats de la France métropolitaine dans laquelle la commune est exposée à un climat semi-continental et est dans la région climatique  Vosges, caractérisée par une pluviométrie très élevée (1 500 à 2 000 mm/an) en toutes saisons et un hiver rude (moins de 1 °C). 
Pour la période 1971-2000, la température annuelle moyenne est de 9,8 °C, avec une amplitude thermique annuelle de 17 °C. Le cumul annuel moyen de précipitations est de 997 mm, avec 11,9 jours de précipitations en janvier et 10 jours en juillet. Pour la période 1991-2020, la température moyenne annuelle observée sur la station météorologique de Météo-France la plus proche, « Berg », sur la commune de Berg à 5 km à vol d'oiseau, est de 10,4 °C et le cumul annuel moyen de précipitations est de 801,8 mm. 
La température maximale relevée sur cette station est de 37,4 °C, atteinte le 25 juillet 2019 ; la température minimale est de −16,8 °C, atteinte le 7 février 2012,,. 
Les paramètres climatiques de la commune ont été estimés pour le milieu du siècle (2041-2070) selon différents scénarios d'émission de gaz à effet de serre à partir des nouvelles projections climatiques de référence DRIAS-2020. Ils sont consultables sur un site dédié publié par Météo-France en novembre 2022.

## Urbanisme

### Typologie
Au 1er janvier 2024, Weyer est catégorisée commune rurale à habitat dispersé, selon la nouvelle grille communale de densité à sept niveaux définie par l'Insee en 2022.
Elle est située hors unité urbaine et hors attraction des villes,.

### Occupation des sols
L'occupation des sols de la commune, telle qu'elle ressort de la base de données européenne d’occupation biophysique des sols Corine Land Cover (CLC), est marquée par l'importance des territoires agricoles (76,7 % en 2018), une proportion sensiblement équivalente à celle de 1990 (77,2 %). La répartition détaillée en 2018 est la suivante : terres arables (32,2 %), zones agricoles hétérogènes (27,5 %), forêts (19,8 %), prairies (16,9 %), zones urbanisées (3,5 %). L'évolution de l’occupation des sols de la commune et de ses infrastructures peut être observée sur les différentes représentations cartographiques du territoire : la carte de Cassini (XVIIIe siècle), la carte d'état-major (1820-1866) et les cartes ou photos aériennes de l'IGN pour la période actuelle (1950 à aujourd'hui).

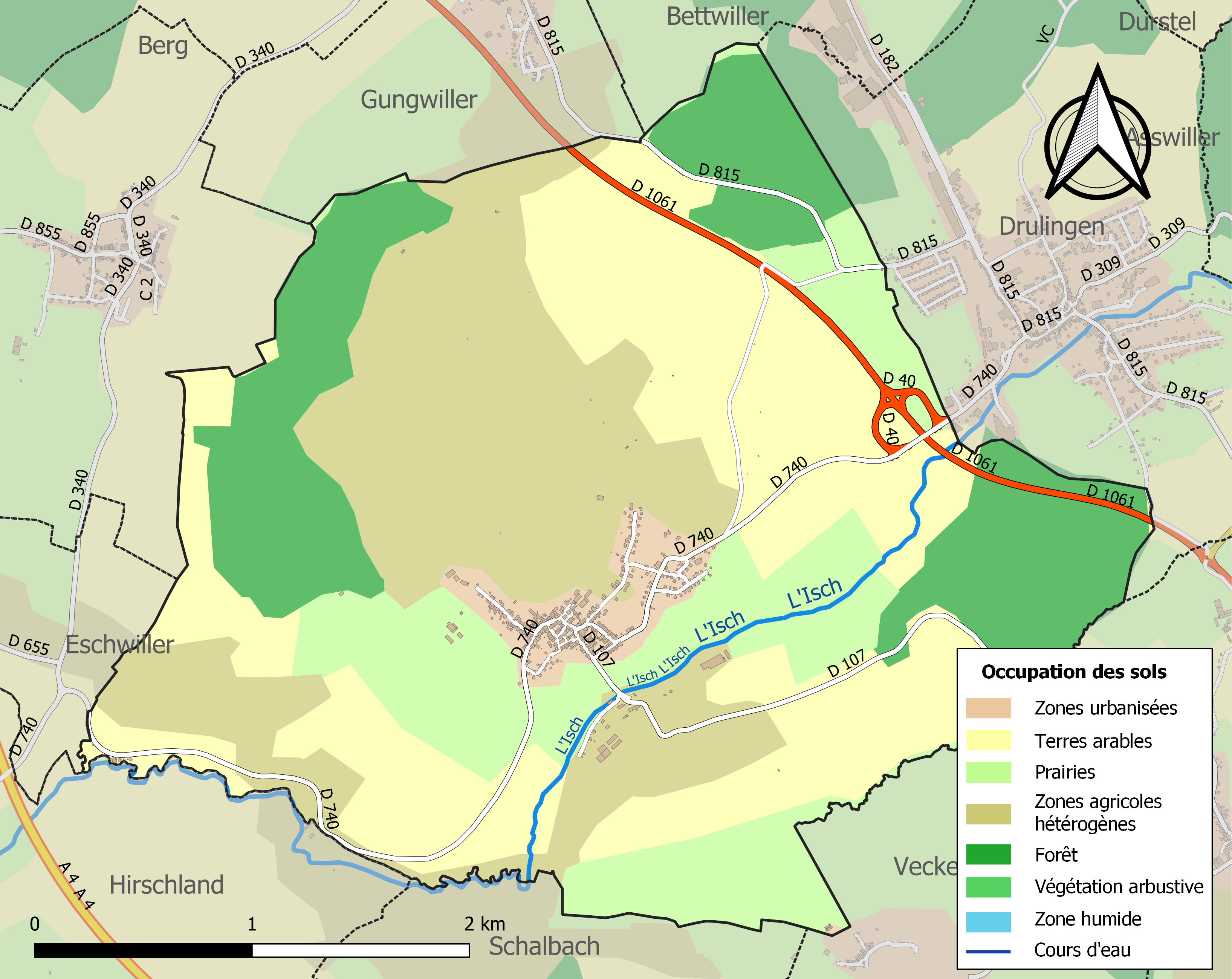
Carte des infrastructures et de l'occupation des sols de la commune en 2018 (CLC).

## Toponymie
- Wiger en 1337, Weger en 1793.
- Weier en francique rhénan.

De l'allemand Weiher (étang).

## Histoire
Avant 1793, la commune appartenait au comté de Sarrewerden, devenant par la suite alsacienne.

### Transport
Weyer se situe sur l'ancienne ligne de Lutzelbourg à Drulingen surnommée « Eselbahn » (le chemin de fer des ânes) qui assurait à la fois un trafic de marchandises (principalement des pierres de taille provenant des carrières de la région, du bois et des produits agricoles) et un trafic de voyageurs (en 1932, on compte neuf départs dans le sens Lutzelbourg - Drulingen).
La ligne desservait les gares et haltes de Lutzelbourg, Lutzelbourg-Village, Phalsbourg-Maisons-Rouges, Phalsbourg (embranchement), Vilsberg, Berling, Graufthal (nécessitant un rebroussement), Hangviller, Bust, Siewiller, Weyer-Drulingen-Est et Drulingen.
La section Phalsbourg - Drulingen ferme au service voyageurs en 1945 puis au service marchandises en 1951.

### Héraldique
| Blason de Weyer | Blason  | Parti : au premier de sinople à la crosse d'or, au second mi-parti de sable à l'aigle bicéphale d'argent, becquée et membrée d'or, lampassée de gueules. |
| Blason de Weyer | Détails | |

## Politique et administration
| Période                                  | Période  | Identité      | Étiquette | Qualité        |
| ---------------------------------------- | -------- | ------------- | --------- | -------------- |
| Les données manquantes sont à compléter. |          |               |           |                |
| 1989                                     | 2008     | Roland Heckel |           |                |
| 2008                                     | mai 2020 | Gaston Stock  | SE        | Ouvrier        |
| mai 2020                                 | En cours | Eddy Rohrbach |           | Ancien employé |
| Les données manquantes sont à compléter. |          |               |           |                |

## Démographie
L'évolution du nombre d'habitants est connue à travers les recensements de la population effectués dans la commune depuis 1793. Pour les communes de moins de 10 000 habitants, une enquête de recensement portant sur toute la population est réalisée tous les cinq ans, les populations de référence des années intermédiaires étant quant à elles estimées par interpolation ou extrapolation. Pour la commune, le premier recensement exhaustif entrant dans le cadre du nouveau dispositif a été réalisé en 2006.

En 2022, la commune comptait 515 habitants, en évolution de −11,51 % par rapport à 2016 (Bas-Rhin : +3,17 %, France hors Mayotte : +2,11 %).
| 1793 | 1800 | 1806 | 1821 | 1831 | 1836 | 1841 | 1846 | 1851 |
| ---- | ---- | ---- | ---- | ---- | ---- | ---- | ---- | ---- |
| 631  | 639  | 705  | 838  | 840  | 879  | 845  | 858  | 842  |

| 1856 | 1861 | 1866 | 1871 | 1875 | 1880 | 1885 | 1890 | 1895 |
| ---- | ---- | ---- | ---- | ---- | ---- | ---- | ---- | ---- |
| 781  | 802  | 866  | 858  | 845  | 789  | 740  | 708  | 693  |

| 1900 | 1905 | 1910 | 1921 | 1926 | 1931 | 1936 | 1946 | 1954 |
| ---- | ---- | ---- | ---- | ---- | ---- | ---- | ---- | ---- |
| 712  | 716  | 724  | 713  | 661  | 632  | 578  | 581  | 552  |

| 1962 | 1968 | 1975 | 1982 | 1990 | 1999 | 2006 | 2011 | 2016 |
| ---- | ---- | ---- | ---- | ---- | ---- | ---- | ---- | ---- |
| 550  | 551  | 562  | 514  | 450  | 496  | 545  | 607  | 582  |

| 2021 | 2022 | - | - | - | - | - | - | - |
| ---- | ---- | - | - | - | - | - | - | - |
| 532  | 515  | - | - | - | - | - | - | - |

En 2019, la commune comptait 575 habitants, soit une baisse de 4 %.

## Lieux et monuments

### Équipement
- École : 2 classes, petite et moyenne sections de maternelle (classe 1), grande section de maternelle et cours préparatoire de primaire (classe 2).
- Salle des fêtes "Espace de L'Isch".

### Patrimoine
- Église protestante, construite, en 1769, par l’architecte Dodel sur des plans de l'architecte Friedrich Joachim Stengel : nef rectangulaire, chevet plat, sacristie adossée au chevet, pignon sur rue, campanile, porte remarquable. À l’intérieur : orgue Martin Wetzel (1848) dont Weibel remplace la façade réquisitionnée en 1917 ; transformé en 1948 (Ernest Muhleisen), et 1968 (Alfred Kern).
- L’église catholique de Weyer, avec le sanctuaire du Kirchberg, reste un symbole de l’Alsace bossue, notamment en raison de son clocher circulaire. Dans cette région de transition entre Alsace et Lorraine, les tours d’église étaient souvent rondes. Elle est mentionnée dès 1361 ; saints Simon et Jude, les patrons de l'église, sont mentionnés en 1698. Le culte est « simultané » (protestant et catholique) de 1697 à 1774. Elle revient aux catholiques avec la construction d'une nouvelle église protestante. La tour de l'église se rattache à un ensemble d'églises à tours rondes construites aux 12e et 13e siècles, et se trouve être la seule subsistant en Alsace. L'édifice servait de clocher, de tour de guet et de donjon. Le rez-de-chaussée de la tour, de 4 mètres de diamètre intérieur sur une épaisseur de mur de 1,50 m, ne possède pas d'ouvertures sur l'extérieur, mais communique avec la nef par une porte vraisemblablement percée lors des travaux de la nef. L'accès primitif se situe à la hauteur de la tribune d'orgue. À ce niveau, la tour est éclairée par trois meurtrières. Au dernier niveau, celui du beffroi, deux grandes baies en plein cintre datent probablement du 19e siècle. Le mur sud de la nef, en gros moellons et d'une épaisseur supérieure, daterait de l'édifice gothique ; on y distingue les vestiges d'une porte en tiers-point, ainsi que ceux d'une fenêtre à remplage gothique au niveau de la tribune. La nef d'origine, gothique, est reconstruite partiellement en 1846 (date sur le linteau de la porte) et il ne reste que des fragments de sculptures ; le mur nord de la nef ainsi que le chœur et la sacristie datent de 1846. Dans l'enclos se trouvent une grotte de Lourdes construite par le maçon Jacques Stock en 1911 et une croix monumentale datée de 1901. Les vitraux furent détruits lors des combats de la Libération, au cours des années 1944/1945 ; la maison Ott Frères replaça de nouvelles verrières de 1949 à 1952, avec, dans le chœur, les Saint-Simon et Saint-Jude Thadée, patrons du sanctuaire. Orgue par Jean-Nicolas Hesse (1857), réparé Roethinger (1953). Chemin de croix avec tableaux signés Alcan, Paris, dont les cadres ont été enlevés, marouflés sur le mur et entourés d'une simple baguette en bois.
- Ancien moulin de l'Isch, sur la limite administrative avec la commune d'Hirschland.
- Moulin de Weyer.
- Banc-reposoir napoléonien (19e siècle), sur le CD 40. Modèle de type 4 à double linteau et montants à chapiteau.
- Maison de sabotier pouvant dater du 18e siècle, 19 rue Principale.
- Maison aux dîmes, dite Magasin, datant vraisemblablement du 18e siècle, divisée en lots et transformée en fermes ; 1-6 rue des Magasins.
- Maison de forgeron construite pour Pierre et Christine Holzscherer (1847), 38 rue Principale.
- Maison de charron (1828), 28 rue Principale.
- Ancienne école protestante (1833) ; 4 rue des Écoles.
- Cimetière (1857).

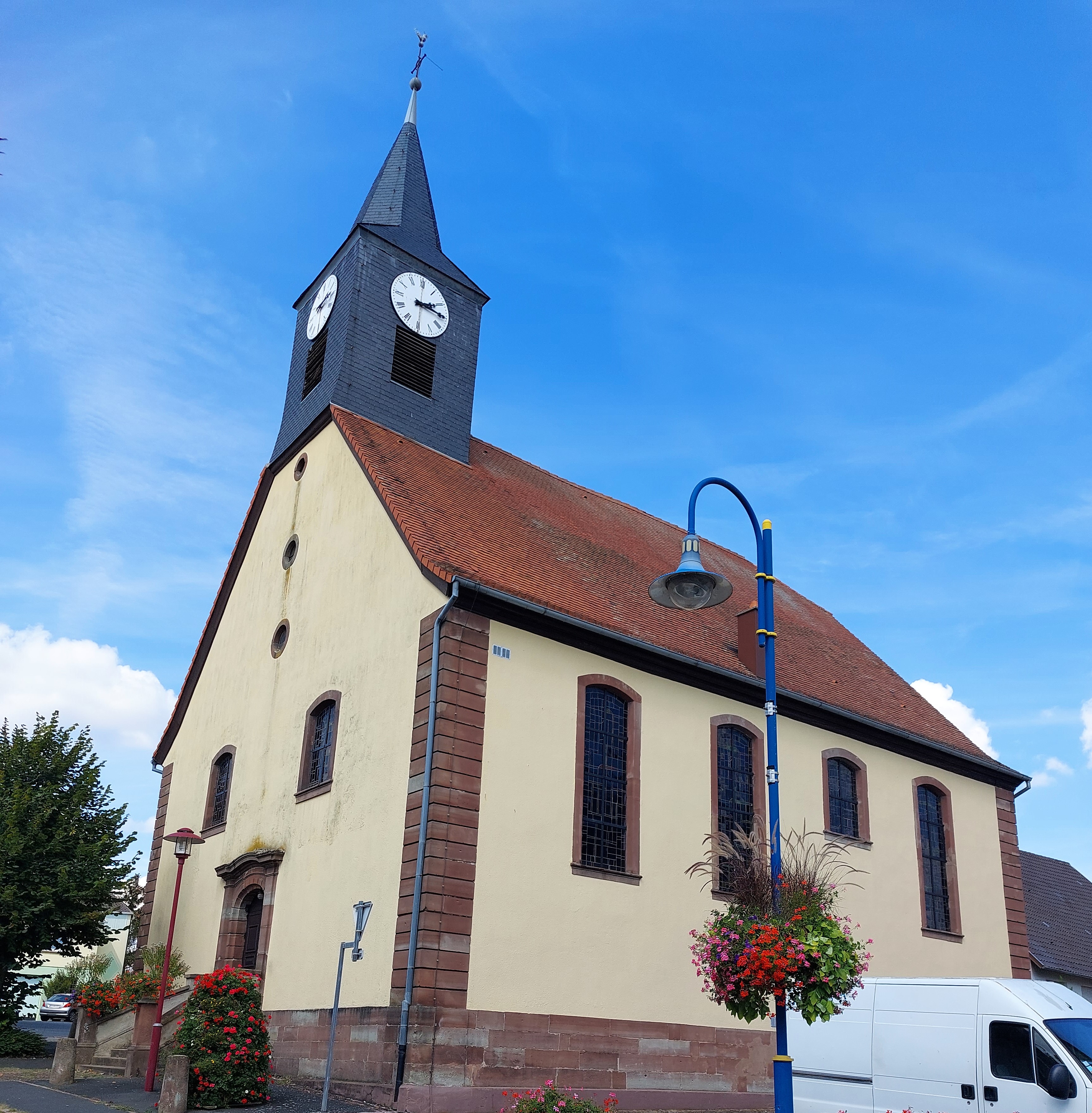
Église protestante.
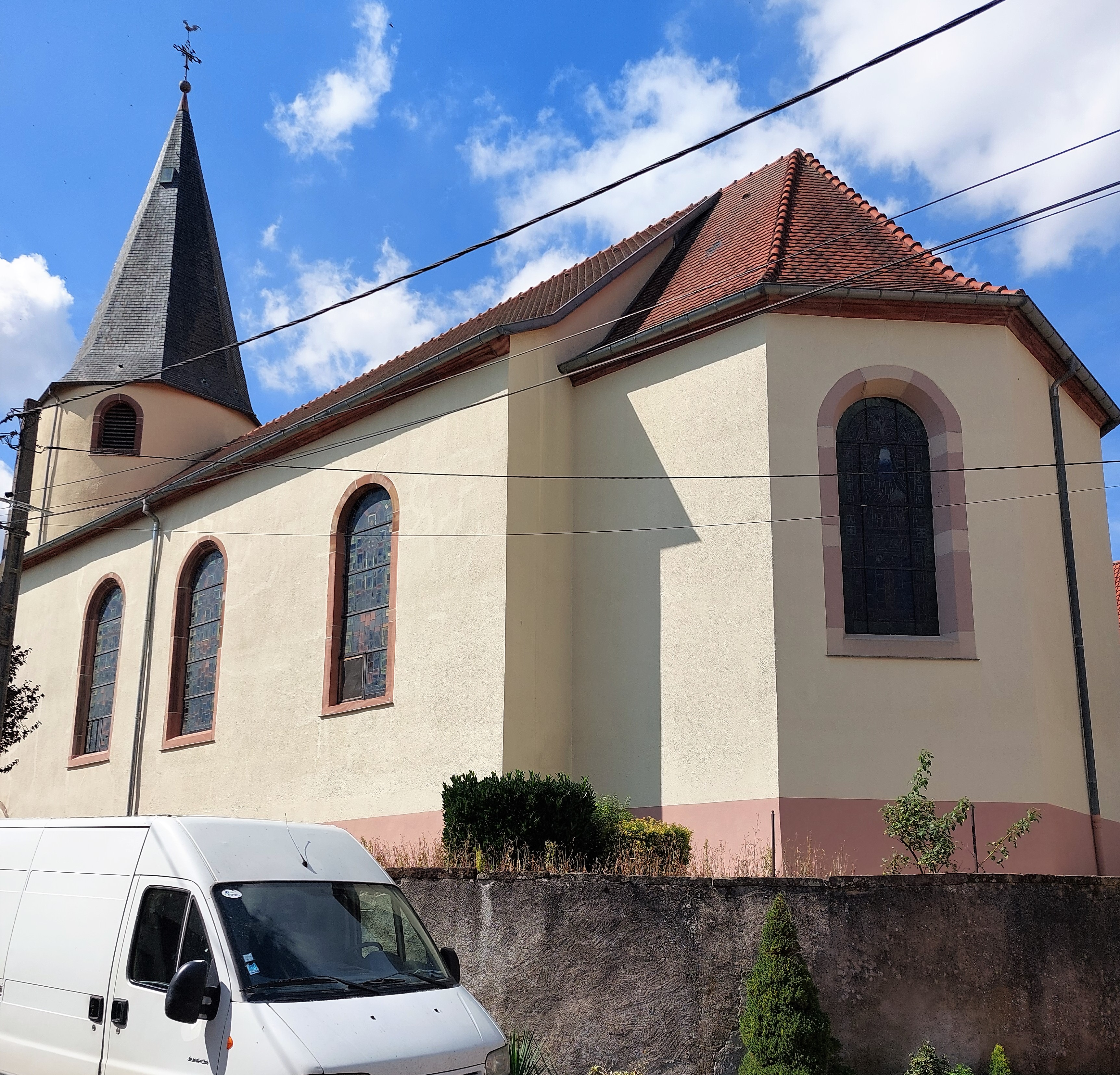
Église catholique.
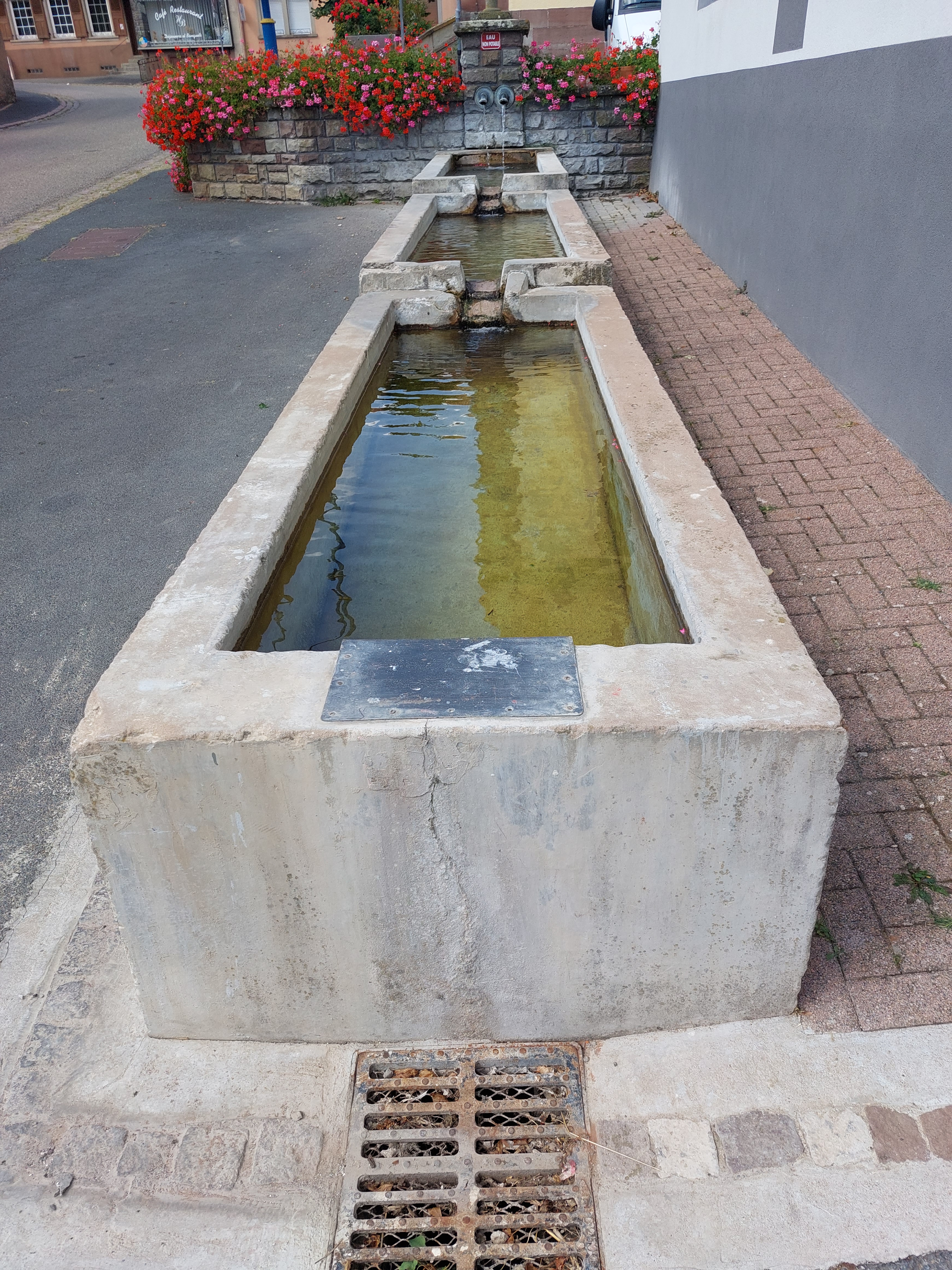
Fontaine.
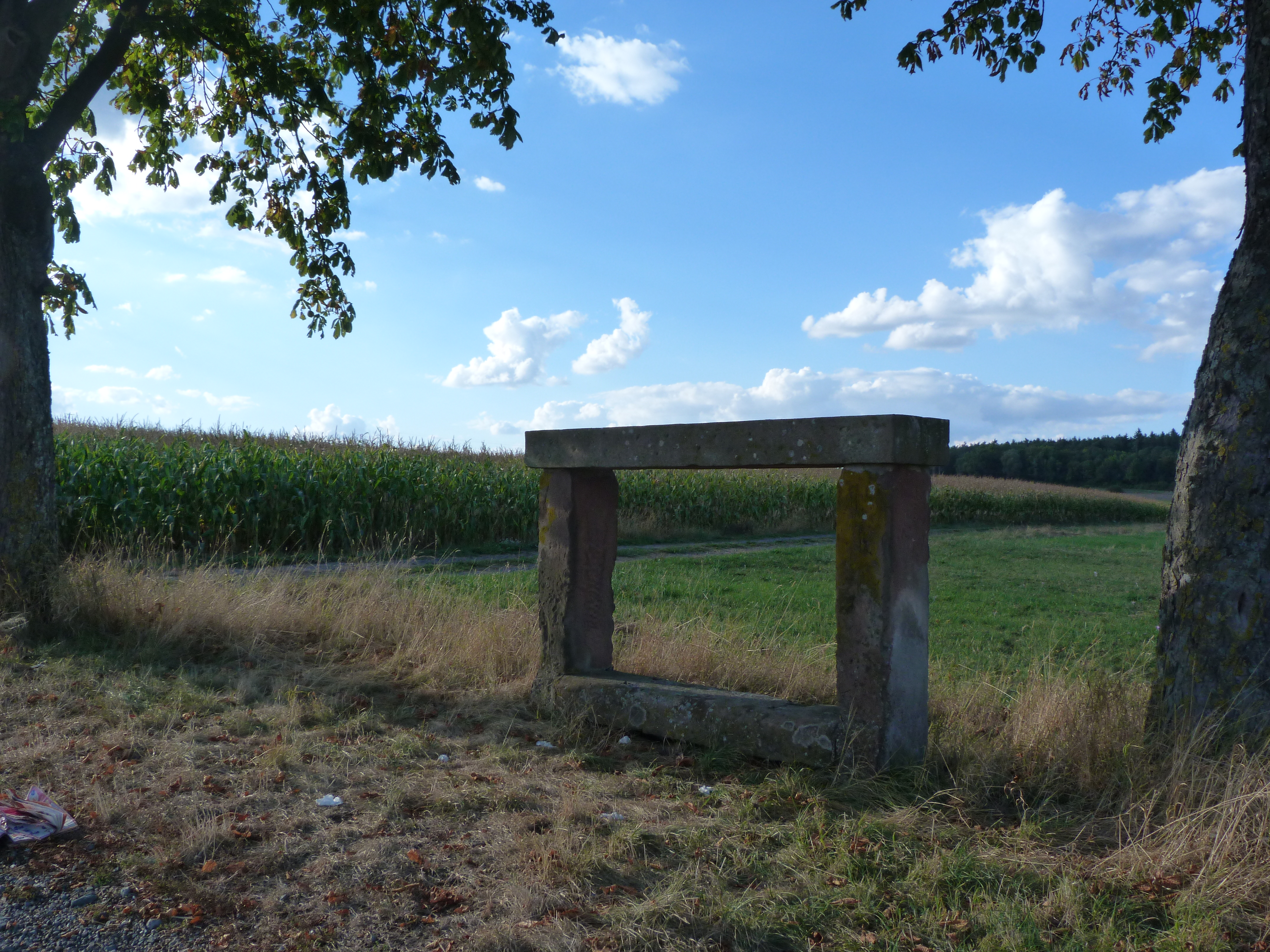
Banc-reposoir napoléonien à double linteau.
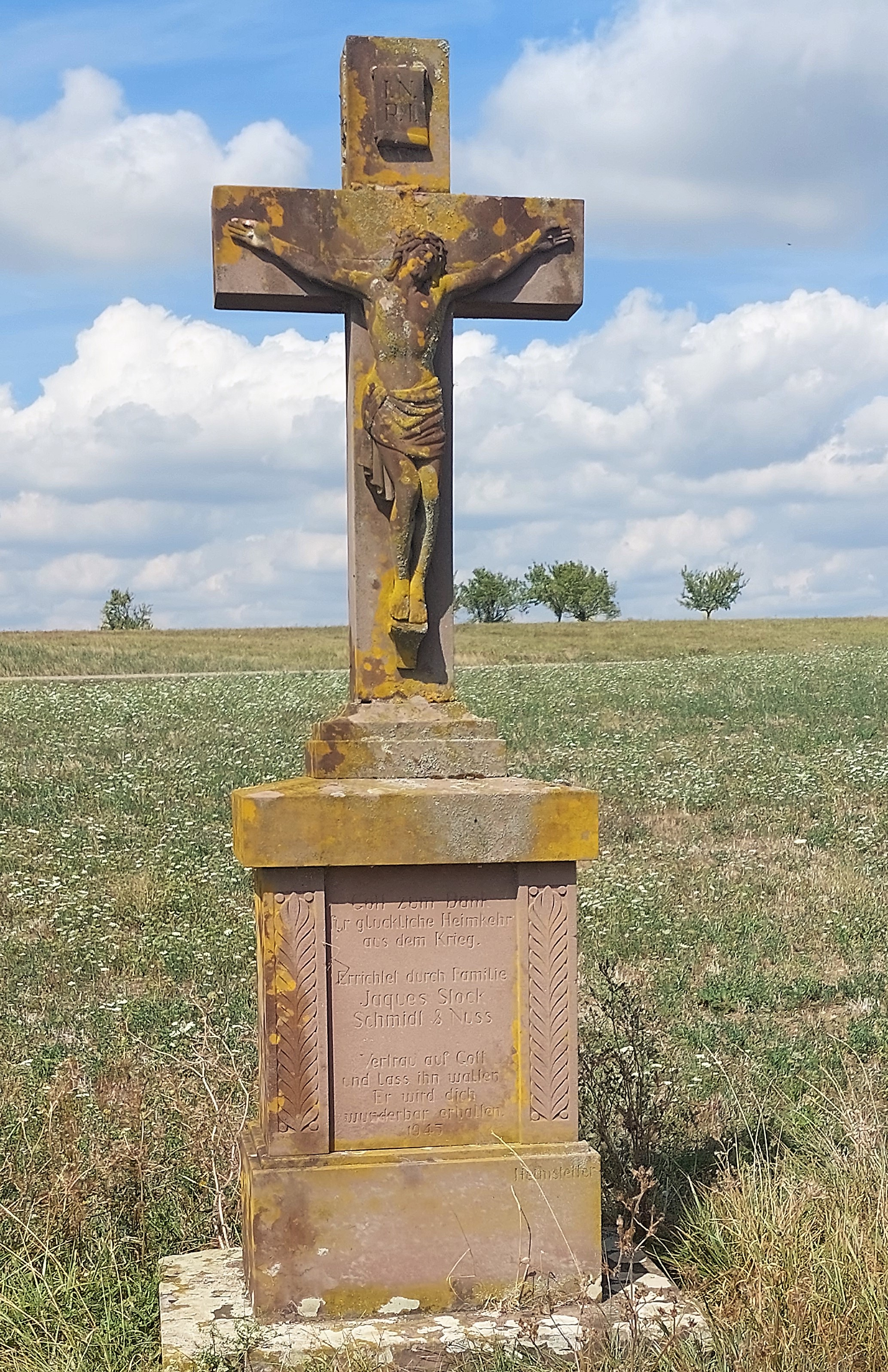
Crucifix, route de Drulingen.
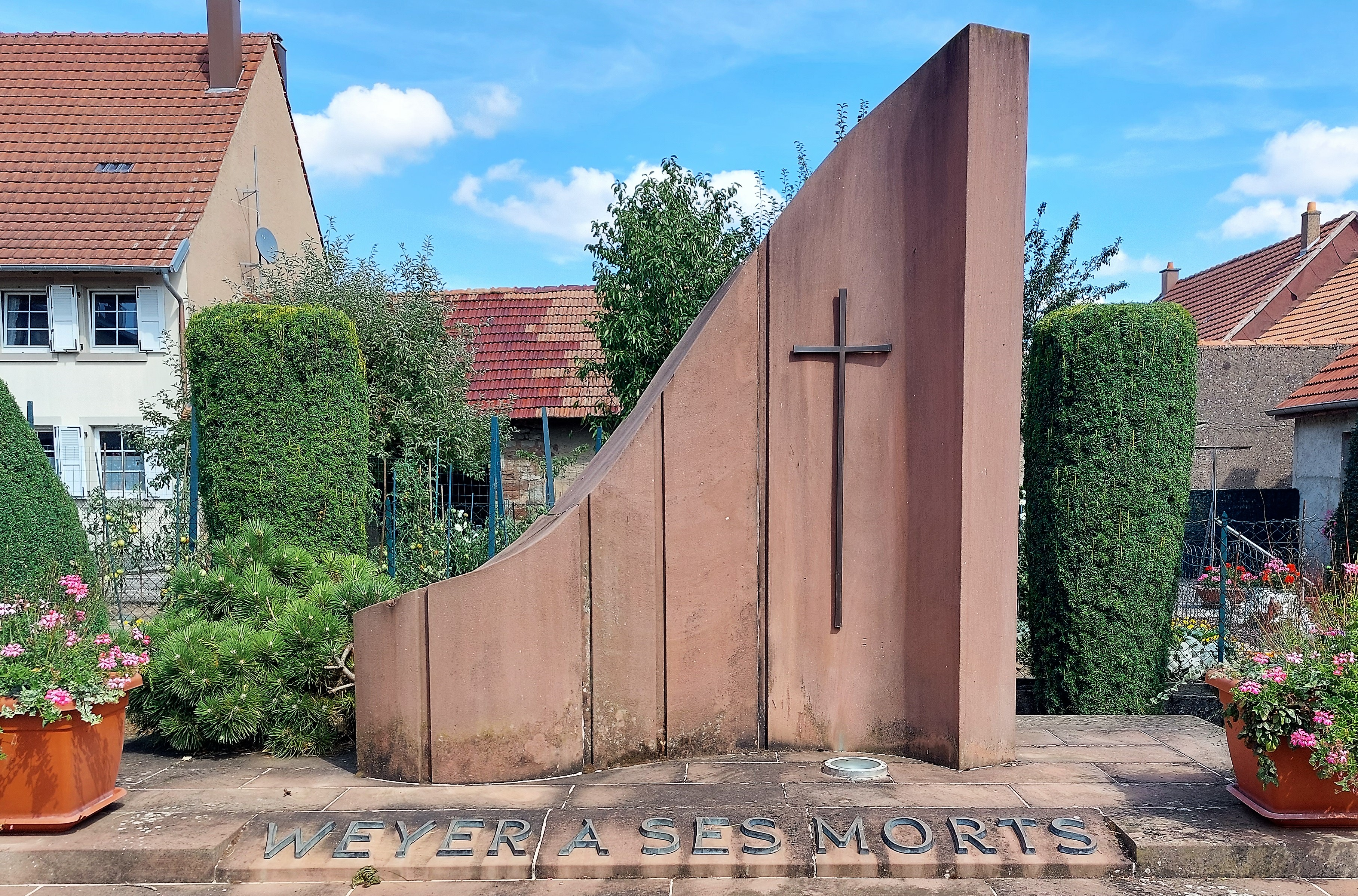
Monument aux morts.
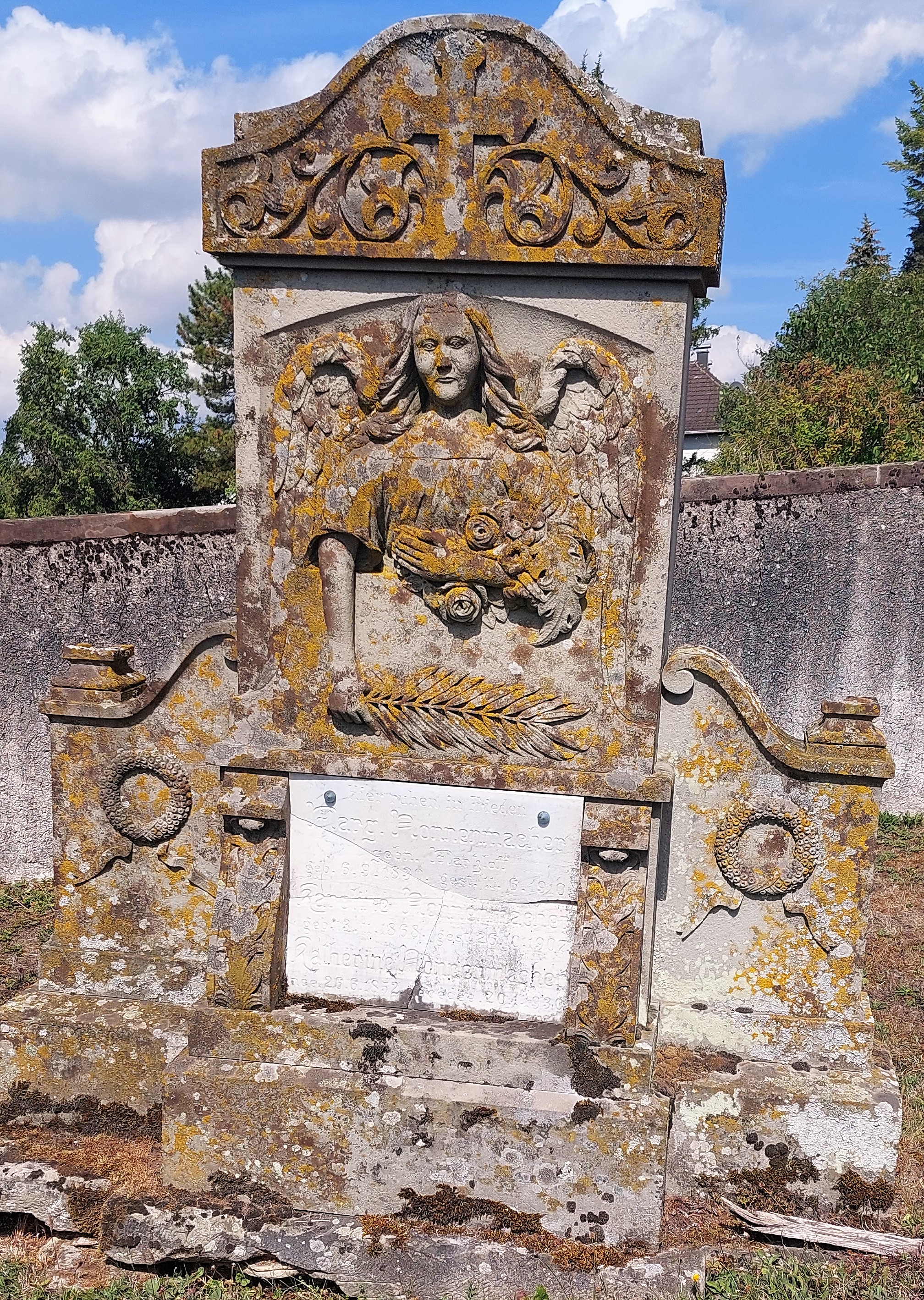
Pierre du cimetière.

## Activités
- Pêche et pisciculture : l’association de Weyer organise à l’étang une dizaine de demi-journées de pêche à la truite par saison (nota : Weyer/Weiher signifie étang en lange germanique).

## Personnalités liées à la commune
- Jean Pierre (Johann Peter) Toussaint (1715-1777), facteur d’orgues, né à Weyer, travailla à Westhoffen à partir de 1739, avec son fils Jean Nicolas. Les Toussaint ont laissé les orgues de Plobsheim et surtout le célèbre instrument de Lautenbach, qu'ils construisirent ensemble.
- Auguste Vonderheyden (1849-1927), auteur, Chevallier de la Légion d’honneur, né à Weyer. Ancien combattant de la guerre de 1870 côté français, il se retrouve en 1914 dans la position du vétéran qui commente le conflit. Son fils aîné, Henri, jeune lieutenant saint-Cyrien de 29 ans, meurt en 1914 au premier mois de guerre. Malgré le drame, son père va enregistrer les opérations militaires qu’il publiera, à la fois en observateur informé et aussi en père profondément meurtri par la perte de son fils.

### Cartes
1. ↑  « Réseau hydrographique de Weyer » sur Géoportail (consulté le 11 juin 2024).
2. ↑  IGN, « Évolution comparée de l'occupation des sols de la commune sur cartes anciennes », sur remonterletemps.ign.fr (consulté le 17 juillet 2023).